# Fightbox HD
O canal Fightbox é um canal de televisão por assinatura mundial único que apresenta uma compilação dos melhores desportos de combate de todo o mundo em um único canal. 
O Canal é de propriadade da SPI International, está disponível em muitos países, na "Europa'' é o continente onde mais atrai o canal.
<algumas informações são do próprio site>

## História
Este canal foi fundado em 2012.
FIGHTBOX HD é dedicado a ser um canal de artes marciais para todos os amantes da luta que anseiam por ação, adrenalina e real experiência de combate. Tem sido especialmente criado para todas as lutas amadoras e profissional e para todos os indivíduos que como o gosto de suor e sangue.
FightBox HD é um verdadeiro guia para todos os estilos de artes marciais para todos aqueles que gostam assistir e aprender. Ele mostra as melhores  lutas do profissional e mundos amadores.

## Onde assistir
Você pode assistir FightBox HD nas seguintes plataformas:
| País/Região      | Disponibilidade          |  | País/Região       | Disponibilidade         |
| EUA              | GLOBECAST MINHA TV GLOBO |  | Turquia           | Turkcell TV             |
|                  | GLOBECAST WORLD TV       |  |                   | Vestel                  |
|                  | USTREAM                  |  |                   | Film Teknosa Kulubu     |
|                  | FILMON                   |  |                   | Samsung Smart TV        |
|                  | TV MUNDO IP              |  |                   | LG Smart TV             |
|                  |                          |  |                   | Philips                 |
| REINO UNIDO      | TV CATCHUP               |  |                   |                         |
|                  |                          |  | Portugal          | Vodafone Portugal       |
| Romênia          | TV orange                |  |                   | Nowo                    |
|                  | Seenow                   |  |                   |                         |
|                  | LG Smart TV              |  | França            | Caixa livre             |
|                  | Samsung Smart TV         |  |                   | Viasat                  |
|                  | LG Smart TV              |  |                   |                         |
|                  | Philips                  |  | Noruega           | www.magine.com          |
|                  | Tv Inteligente Sony      |  |                   |                         |
|                  | Andróide                 |  | Alemanha          | www.magine.com          |
|                  | Ios                      |  |                   |                         |
|                  |                          |  | Suíça             | Linha rápida            |
| República Tcheca | Skylink                  |  |                   |                         |
| e eslováquia     | Samsung Smart TV         |  | Luxemburgo        | Pós TV                  |
|                  | LG Smart TV              |  |                   |                         |
|                  | Philips                  |  | Ucrânia           | EXTRA TV                |
|                  | Tv Inteligente Sony      |  |                   | SonaR Company (agência) |
|                  | Andróide                 |  |                   |                         |
|                  | Ios                      |  | Austrália         | Redes rápidas           |
|                  |                          |  |                   | Consat TV               |
| Bulgária         | Cabo Trakia              |  |                   |                         |
|                  | Videosat                 |  | África Ocidental  | Montagem de TV          |
|                  | Cabo Escom               |  |                   |                         |
|                  | Nordelink Bulgária       |  | Tanzânia          | Saara                   |
|                  | (Networks_BG             |  |                   | Ágape                   |
|                  | www.networx-bg.com       |  |                   |                         |
|                  | SkatTV                   |  | Seicheles         | Intelvision TV          |
|                  | www.skat.bg              |  |                   |                         |
|                  |                          |  | Médio Oriente     | Etisalat                |
| Hungria          | UPC DTH                  |  | e norte da África | My-HD em Arabsat        |
|                  | Antena Hungária          |  |                   |                         |
|                  | PARISAT                  |  | Tailândia         | MeTV                    |
|                  |                          |  |                   |                         |
| Letônia          | SIA LIVAS                |  | Índia             | ABS Media (Mumbai)      |
|                  |                          |  |                   | Serviço ptv ltd         |
| Lituânia         | UAB INIT                 |  |                   |                         |
|                  |                          |  | África do Sul     | Descubra digital        |
| Estônia          | ENCHIR OU                |  |                   |                         |
|                  |                          |  | Zimbábue          | Descubra digital        |